# Gigantaster weberi
Gigantaster weberi är en sjöstjärneart som beskrevs av Doderlein 1924. Gigantaster weberi ingår i släktet Gigantaster och familjen ledsjöstjärnor. Inga underarter finns listade i Catalogue of Life.